# جاكي لين
جاكي لين (بالإنجليزية: Jackie Lane)‏ (10 نوفمبر 1931 في المملكة المتحدة - ) هو لاعب كرة قدم بريطاني في مركز الهجوم. لعب مع برمنغهام سيتي ونوتس كاونتي ونادي كيدرمينستر هاريرز لكرة القدم وهنكلي يونايتد ‏ وBoldmere St. Michaels F.C. ‏ وEvesham United F.C. ‏.